# Magpul PDR

Nákres PDR-C

Magpul PDR (anglicky Personal Defence Rifle, osobní obranná puška) je osobní obranná zbraň. Jedná se o karabinu typu bullpup, která používá náboje 5,56 × 45 mm NATO.
Koncept PDR byl vyvíjen společností Magpul Industries od roku 2006. V roce 2008 byl její prototyp představen na veletrhu SHOT Show v Las Vegas, do výroby se však nikdy nedostal.
O tři roky později ale PTS, dceřiná firma Magpulu, koncept PDR oživila, když na stejném veletrhu v roce 2011 představila prototyp airsoftové varianty této pušky. Ta se na trh dostala na konci roku 2013. Existují dvě varianty: PDR-C (Compact) s ergonomickou pažbičkou ve stylu FN P90 a PDR-D (Direct Attack) s klasickou pistolovou pažbičkou.